# ویکتور مانوئل رومان ای ریس
ویکتور مانوئل رومان ای ریس (انگلیسی: Víctor Manuel Román y Reyes؛ زاده ۱۳ اکتبر ۱۸۷۲ – درگذشته ۶ مهٔ ۱۹۵۰) سیاست‌مدار اهل نیکاراگوئه بود. وی از ۱۵ اوت ۱۹۴۷ تا هنگام مرگش در ۶ مه ۱۹۵۰ رئیس‌جمهور این کشور بود.
ویکتور مانوئل رومان ای ریس در ۶ مه ۱۹۵۰، در سن ۷۷ سالگی درگذشت.